# Pallares
Pallares es una pedanía del municipio español de Montemolín, perteneciente a la provincia de Badajoz (comunidad autónoma de Extremadura).

## Geografía y Ecología
El pueblo se asienta en la cabecera de uno de los arroyos que avena el río Vendoval, afluente a su vez del Viar. Como toda esta zona de Sierra Morena, se caracteriza por la existencia de amplias áreas en las que afloran materiales precámbricos, con alineaciones montañosa que siguen la dirección herciniana NW-SE. Pallares está ubicado sobre un batolito, con afloramientos de rocas graníticas conocidas en la zona por marrales. Salvo en los alrededores del pueblo y en algunos pequeños valles próximos, en el resto del entorno predominan suelos cortos, ácidos, de poco desarrollo.
Aunque fue localidad conocida por sus viñas, estas han desaparecido en su totalidad, al igual que las huertas que surtían de verduras, frutas y hortalizas, quedando solo algunos pequeños huertos de ocio. 
Las tierras calmas apenas están presentes en la zona, y destaca sobremanera la Vega, de suelos fértiles y profundos en las inmediaciones occidentales de la localidad, abundante en agua por su arroyo y donde se han mantenido algunas especies cultivadas autóctonas, como los famosos friajones, una alubia blanca de nombradía en los alrededores, o las albérchigas, un tipo de melocotón peculiar por su tamaño y sabor. Además de ser tierras que se cultivan cada año, en sus rastrojos todavía se practica el majadeo estival con ovejas, ya casi desaparecido en la comarca. 
Pueden verse aún algunos higuerales, además de higueras campales en olivares y algunos huertos, con variedades de higos de diversa época de maduración. El olivar es el segundo agroecosistema en importancia, ubicado en zonas llanas próximas al pueblo y, en menor medida, en algún cerro.  La variedad cañaval es la que predomina abrumadoramente, aunque hay algún ejemplar sevillano y manzanillo. Las aceitunas locales se dedican a la producción de aceite, pero una pequeña cantidad se verdea para mesa, exclusivamente para autoconsumo.
En los márgenes de ríos y arroyos se encuentran algunas alamedas y otra vegetación de ribera, como el zao (un tipo de sauce), la mimbre o la adelfa, además de importantes formaciones de tamujo. Son muy escasos el fresno y el taraje.
Pero la dehesa es sin duda el paisaje por antonomasia, con magníficos encinares en los que se pueden ver árboles de gran porte, especialmente en las fincas de las zonas llanas aledañas al pueblo. Las bellotas son en la montanera el alimento de los cochinos ibéricos, emblema de la ganadería de la zona.
De entre la fauna silvestre destacan por su tamaño los ciervos, jabalíes y zorros, que se han expandido a la par que el matorral de la dehesa. Las nutrias han sido avistadas en alguna ocasión en cauces de la zona. Entre las aves pueden avistarse águilas reales, perdiceras, ratoneros, milanos, cigüeñas y cigüeñas negras. Las especies cinegéticas son  tórtolas, palomas, perdices, conejos, liebres y zorzales.
Las plantas silvestres son innumerables, y la población local ha utilizado históricamente bastantes de ellas con fines alimentarios o medicinales, destacando las collejas, romanzas, berros, tagarnillas y espárragos, siendo estos últimos la especie más valorada de todas y cuya recolección es una de los entretenimientos principales de las gentes desde finales de invierno hasta la primavera.

## Historia
La referencia histórica más temprana en la zona la constituye la Cista Funeraria de Pallares que, según el Departamento de Arqueología y Patrimonio de la Junta de Extremadura, data del Bronce Pleno, alrededor del año 1500 antes de Cristo, atendiendo al tipo de enterramiento y el recipiente cerámico encontrado en ella. Los recursos mineros de la zona, de los que en siglos posteriores encontraremos algunas evidencias, serían el atractivo para el asentamiento de estas poblaciones, posiblemente junto a la ganadería.
En época prerromana esta zona se ubicaría en el límite entre la Beturia céltica, al oeste, y la Beturia túrdula, al este (Berrocal, 1982). La identificación de un castro celta todavía inexcavado entre Pallares y Santa María de Navas, cerca del río Vendoval, nos estaría indicando que este territorio pertenecería a la parte céltica. Ya en época romana encontramos evidencias de poblamiento en los vestigios de al menos dos villas romanas, una al sureste de la localidad, y otro al oeste, además de otros restos arqueológicos y algunas lápidas. 
Según Ortiz de Thovar (1988), Montemolín y Puebla del Maestre desaparecieron tras la época romana y se volvieron a levantar en la Edad Media. Para este autor, Montemolin habría sido un asentamiento árabe, fundado o revitalizado por el emperador almohade Miramolín ben Yusuf, que lo repobló con gentes de Martos tras la derrota de las Navas de Tolosa en 1212. 
De época árabe es la fortificación que se ubica sobre el monte más emblemático de Pallares, el Cerro Castillo, en torno al cual se han encontrado diversos restos cerámicos datados al menos en el siglo X. Según Gibello (2006) debió de tratarse de un baluarte con fines de defensa y nexo de comunicaciones entre las fortificaciones de Reina y Montemolín, construido en época almohade. El recinto, de unos 3000 metros cuadrados, ofrecería refugio a la población de las alquerías y caseríos vecinos ante las incursiones crecientes de los cristianos. 
Ortiz de Thovar nos habla también de frecuentes enfrentamientos entre árabes a lo largo del Valle del Vendoval, teniendo como referencia diversas fortificaciones, como el referido castillo, en la línea de sierras que lo flanquean. Es este mismo autor quien atribuye la fundación de Pallares y Santa María de Navas a Pelay Pérez Correa, maestre de la Orden de Santiago, quien conquistó para el rey Fernando III estos territorios de la Baja Extremadura hacia el año 1246.
La conquista del territorio a los árabes a manos de la Orden de Santiago fue un elemento de suma importancia en la conformación de la estructura de la propiedad, ya que pasaron a sus dominios enormes extensiones de terreno y, por diversas vías y conformando grandes fincas, terminaron cayendo en manos privadas.
Pallares fue un asentamiento poblado por vecinos de Montemolín desde la Edad Media. Unas pocas casas se ubicaban en el actual emplazamiento, mientras que por su valle y los circundantes se asentaban caseríos que vivían de sus viñas y bodegas. El topónimo Pallares no se sabe a ciencia cierta de donde procede, aunque pueda ser el resultado del astur pajares. En cualquier caso, las más tempranas referencias siempre aluden a la zona como dominio de la vid. Así, en tiempos de la reina Juana de Castilla se alude al camino que va a Pallares y sus viñas en el pleito por el deslinde Villacelumbre, población que estuvo situada a unos cuatro kilómetros, hoy en término de Puebla del Maestre. 
Alrededor de Pallares lo que encontramos referido desde la conquista castellana hasta el siglo XIX es el predominio del bosque mediterráneo y algunas dehesas (Bernal, 2002). La fragosidad hizo que la zona se convirtiera en tierra de bandoleros y contrabandistas, por ejemplo de tabaco, lo que dio lugar a que en Montemolín se asentara un destacamento militar para intentar atajarlo. También el Ejército tuvo cerca de Pallares algunas fincas para la cría de caballos, como es el caso del Zánjel, junto al río Viar, y como puede evidenciar el topónimo de la finca La Remonta, lindera con el pueblo. 
A finales del XVIII, la población de Pallares era de nueve vecinos en el pueblo, en la plaza mientras que el resto, unos 40, vivían en el campo, en las casas-bodega. Hacia 1798 Tomás López nos habla de Pallares, sus viñas y bodegas, repartidas por cuatro valles, y de lo ameno de su entorno, que lo hacía especialmente atractivo para el recreo de la burguesía y la nobleza de los alrededores, especialmente la de Llerena. En efecto, se decía que no se era nadie en Llerena si no se tenía una un balcón en la Semana Santa, un palco en los toros y una casa en Pallares. A ese reclamo acudieron muchos pudientes, incluso el pintor Zurbarán tuvo casa, y en la finca de El Conde pasaba temporadas la poeta Catalina Clara. Arturo Gazul, escritor y poeta, fue ya en el siglo XX el último conocido veraneante de este tipo.
Ya desde finales del siglo XVIII estaba teniendo lugar una significativa ampliación del olivar, muy importante ya en tiempos de Madoz. La expansión de los cultivos, el interés por el grano, relacionado con el crecimiento de población, fue haciendo que aquellas antiguas tierras semibaldías y de monte fueran transformándose en las dehesas y tierras de cultivo que caracterizaron a estos pueblos en el siglo XX. En cuanto a las dehesas, las de propios se repartían entre los vecinos de los pueblos para usos agrícolas y ganaderos (Bernal, 2002). No obstante, una parte importantísima de las dehesas, tanto de las de titularidad pública como de las privadas, eran aprovechadas por los ganados trashumantes.
El mucho terreno disponible y la escasa población hacía que en aquella época no existiese mucha población jornalera, cuyas casas fueron surgiendo a finales del siglo XIX como consecuencia del crecimiento de la población, la Desamortización y la intensificación de la producción. A lo largo de ese siglo tiene lugar el proceso desamortizador y se venden a particulares los bienes comunales, las grandes dehesas de la zona. A mediados de la centuria se construyó igualmente la carretera entre Llerena y la Venta del Culebrín, que enlazaba con la carretera general de Sevilla a Mérida, en tiempos de Negrete, ministro de Fomento y Obras públicas, y que tenía casa en Pallares
La enfermedad de la filoxera también hizo estragos en la viñas de Pallares, que quedaron reducidas a unas cuantas de ellas en la primera mitad del siglo XX y desaparecieron totalmente en la segunda.
A lo largo del siglo XX, y hasta la crisis de la agricultura tradicional en los años sesenta, continuó el proceso de crecimiento de la población e intensificación de la producción. La estructura de la propiedad sólo se vio amenazada durante la República, en que con la Reforma Agraria las fincas de mayor tamaño se repartieron entre trabajadores del campo y colonos para la siembra. En estos pueblos que se decantaron por la izquierda, tras la sublevación fascista la represión fue brutal, con un gran número de asesinatos de republicanos (Espinosa, 2003).
La posguerra fue tiempo de gran penuria en la zona, pues la abrumadora mayoría de la población eran gentes sin tierras ni otros recursos, habida cuenta del mar de  latifundios circundante. Con el proceso modernizador de los años sesenta del pasado siglo, la población emigró masivamente a las ciudades y a otros países, la agricultura entró en crisis, se abandonaron bastantes tareas agrícolas, se redujo la mano de obra en las fincas y la zona se especializó en la ganadería. El pueblo sufrió una sangría demográfica enorme y, finalmente, ya en los años setenta, el desempleo terminó siendo la realidad cotidiana de buena parte de los trabajadores, convertidos entonces en parados rurales (Acosta-Naranjo 2007).
La llegada de la Democracia supuso avances importantes en la dotación de servicios, ya tímidamente iniciados a principios de los años setenta con el acceso por carreteras asfaltas. El pavimentado de las calles, la acometida de agua corriente y alcantarillado o la red telefónica en las casas tuvieron lugar a finales de los años setenta y en los ochenta, así como la generalización de la enseñanza secundaria. El estado de bienestar se implantó en el medio rural. Urbanísticamente el pueblo creció a partir de los años 80, ampliándose en nuevas calles.

## Población y economía
La población ha sufrido un gran retroceso desde la crisis provocada por el éxodo de los años sesenta. Aunque se contuvo algo el proceso de declive en los años 80, hoy en día es uno de tantos pueblos amenazados de despoblación. Ha pasado de los 945 habitantes en 1961 a 388 en 2019. La emigración a las ciudades y cabeceras comarcales continúa, a lo que se une la falta de nacimientos y una alta mortalidad debida al envejecimiento.
La actividad económica más importante de la zona es la agraria, especialmente centrada en la ganadería extensiva de la dehesa. La cría de cochinos es una de las principales dedicaciones, debido a la gran importancia del encinar y la bellota. No obstante hay una importante presencia de ganado vacuno, fácil del manejar en las fincas y con poco requerimiento de mano de obra. Igualmente destaca la presencia de ovejas, siendo muy poco relevante la cabra, salvo en alguna explotación intensiva para leche. Los usos forestales, la leña y el carbón, aunque se dan, son menos relevantes habida cuenta de los largos tiempos entre podas de la arboleda.
La industria está muy limitada a una fábrica de embutidos, una panadería, una fábrica de pienso y una carpintería metálica. El sector servicios es el segundo en importancia pero de muy escasa presencia, relacionado con el pequeño comercio, hostelería y las reparaciones. Las cabeceras comarcales más próximas, como Monesterio, Llerena y Zafra, son el centro de servicios de la zona, tanto para el comercio como para la educación y la sanidad, y dan trabajo a vecinos del pueblo.
La construcción emplea a un reducido pero constante número de personas, relacionada con las reformas de vivienda y la construcción de algunas de ellas, sobre todo segundas residencias de gentes que emigraron. El servicio doméstico, principalmente en grandes ciudades próximas como Sevilla, y la emigración estacional a la hostelería en la costa, fundamentalmente Ibiza, son una fuente significativa de ingresos para una parte de las familias.
Los subsidios de desempleo han venido a paliar en parte la maltrecha situación económica de buena parte de la población. La entrada en la Unión Europea hizo algo parecido respecto a la agricultura, muy dependiente también de los subsidios de la Política Agraria Común (PAC), que en la inmensa mayoría reciben grandes propietarios que viven fuera, sobre todo en las ciudades (Acosta-Naranjo, 2007).

## Patrimonio
En la arquitectura destaca la iglesia parroquial de Santa María Magdalena, obra del siglo XVIII con gran sabor de arquitectura popular bajoextremeña. Es un edificio planta cuadrangular con tres naves divididas en tres tramos, cubierta con bóvedas de aristas  y lunetos. Del exterior sobresale la espadaña y el remate de su cornisa (Mateos García, 2001: 119). El retablo, donado por la familia Alvear-Almunia en los años 80 del siglo pasado, es una obra barroca. Lo preside la talla polícroma de la patrona, Santa María Magdalena, del siglo XVIII.
El elemento más característico del urbanismo local es la plaza, amplio espacio que centra el plano urbanístico, donde se asientan la fuente y el pilar como elementos más característicos, y las moreras que dan vistosidad y sombra.  En el Altozano se halla una cruz de forja, con una inscripción del año 1881. De mayor relevancia y simbología para los vecinos es la cruz de piedra levantada a la salida del pueblo, en la Era de la Cruz, labrada en granito sobre una base redonda del mismo material.
Del caserío destaca el sabor popular de algunas de las casas encaladas, que solo en un par de ellas muestran porte más señorial con dintel y jambas de granito. Las bóvedas cruzadas extremeñas son un elemento característico de la arquitectura local que pueden verse en el interior de diversas casas, al igual que algunos suelos hidráulicos y los techos de alfajía (baldosas sobre madera), de lo que solo se registra un par de ejemplares.
En el campo, único lugar donde levantaba vivienda la burguesía agraria local, que vivía en ciudades y pueblos de mayor tamaño, es donde podemos ver una arquitectura habitacional de envergadura, con algunos cortijos muy destacable, como el de El Puerto del Águila, de grandes volúmenes e incluso con capilla propia y una gran tribuna para los trabajadores temporeros. Pero el más destacable de todos es el cortijo de La Matilla (en término ya de Puebla del Maestre), palacio del siglo XVI con arcada renacentista en primer piso del patio, mandado construir por los Condes de la Puebla del Maestre.
También podemos encontrar en las fincas arquitectura vernácula menor, como las majadas de cochinas y zahurdones abovedados, albercas, norias y, por diversos sitios, paredes en piedra seca cercando fincas, sencillas pero de gran relevancia estética y  ecológica, por su función de sitio para la biodiversidad, sobre todo de la microfauna y la flora.
En lo relativo a las fiestas, las más importantes del año son las patronales de Santa María Magdalena, que se suelen celebrar el primer fin de semana de septiembre. La romería de San Isidro, de tres días de duración, tiene lugar en primer domingo de mayo, a la que precede la semana anterior el camino hacia la ermita atravesando las dehesas de los alrededores. La Jira se celebra en la ribera del río Viar el lunes de Pascua, siendo los carnavales otra celebración relevante. A principio de febrero, se celebran Las Candelaas, con una gran hoguera en el Altozano. (Acosta-Naranjo, 2002)